# UGC 12682
UGC 12682 ist eine irreguläre Galaxie im Sternbild Pegasus. Sie ist rund 69 Millionen Lichtjahre von der Milchstraße entfernt.

Im November 2008 entdeckte die 14-jährige Caroline Moore aus New York eine Supernova in UGC 12682. Damit war sie zu diesem Zeitpunkt die jüngste Entdeckerin einer Supernova. Nachfolgende Beobachtungen der so genannten SN 2008ha durch professionelle Astronomen zeigten, dass sie in vielerlei Hinsicht besonders interessant war. Ihre Wirtsgalaxie UGC 12682 produziert selten Supernovae. Es handelt sich um eine der schwächsten Supernovae, die jemals beobachtet wurden, und nach der Explosion dehnte sie sich nur sehr langsam aus, was darauf hindeutet, dass die Explosion nicht, wie normalerweise erwartet, große Mengen an Energie freisetzte. Die Astronomen haben SN 2008ha nun als Unterklasse einer Supernova vom Typ Ia eingestuft, bei der es sich um die Explosion eines Weißen Zwerges handelt, der hungrig Materie von einem Begleitstern ansaugt. SN 2008ha könnte das Ergebnis einer teilweise gescheiterten Supernova gewesen sein, was erklären würde, warum die Explosion nicht den gesamten Stern dezimierte.